# André Feitosa
André Felipe da Silva Feitosa (ur. 22 maja 1991) – brazylijski zapaśnik walczący w stylu klasycznym. Zajął 36. miejsce na mistrzostwach świata w 2013. Dziewiąty na mistrzostwach panamerykańskich w 2013. Brązowy medalista mistrzostw Ameryki Południowej w 2013 i 2015 roku.